# Медоїд
Медоїд (Mellivora capensis) — вид хижих ссавців родини мустелові, що мешкає в Африці й Азії від Аравійського півострова до Індії.

## Таксономія
Оригінальна назва виду: Viverra capensis Schreber, 1776. Раніше цей рід розглядали у складі підродини Борсукові (Melinae), але згідно з деякими класифікаціями, його виокремлюють у «власну» підродину Mellivorinae. Відмінності між Mellivorinae і Melinae включають відмінності в їх зубному ряді. Рід медоїд вперше з'явився під час середнього пліоцену в Азії. Крім сучасного медоїда наразі відомо два вимерлі види: Mellivora benfieldi (ймовірний предок сучасного виду) та Mellivora sivalensis. Рід Mellivora, ймовірно, розвинувся з більш примітивного Promellivora, знайденого в Індії. Його більш далекими вимерлими родичами є Eomellivora, Ekorus, Erokomellivora, Howellictis, що відомі з верхнього міоцену. Названі роди й утворюють підродину Mellivorinae.

## Зовнішній вигляд
Хутро медоїдів чорно-білого забарвлення з чітким розмежуванням. Як правило, зверху воно від голови до хвоста біло-сіре. Боки та нижня частина тіла, включаючи морду і кінцівки, забарвлені в чорний колір. У деяких африканських регіонах тропічних дощових лісів, наприклад на півночі Демократичної Республіки Конго, зустрічаються і повністю чорні екземпляри. Будова тіла у медоїдів коренаста, кінцівки й хвіст відносно короткі, а передні лапи оснащені гострими кігтями. Голова широка з коротким гострим носом, очі маленькі, видимих частин вух немає. Дорослий медоїд має 25-30 см в холці та важке, товстошкіре тіло близько 60-77 см завдовжки, плюс довжина хвоста 20-30 см. Їхня вага варіює від 7 до 13 кг, самці трохи важчі за самок.

## Поширення
Ареал медоїдів охоплює великі частини Африки й Азії. У Африці він зустрічається майже повсюдно, від Марокко і Єгипту до ПАР. У Азії його сфера проживання простягається від Аравійського півострова до Середньої Азії, а також до Індії й Непалу. Медоїди живуть в різних кліматичних зонах, зокрема степах, лісах і гірських місцевостях до 3000 метрів від рівня моря. Проте, вони зазвичай уникають дуже жарких або вологих регіонів, таких як пустелі або тропічні ліси.

## Поведінка

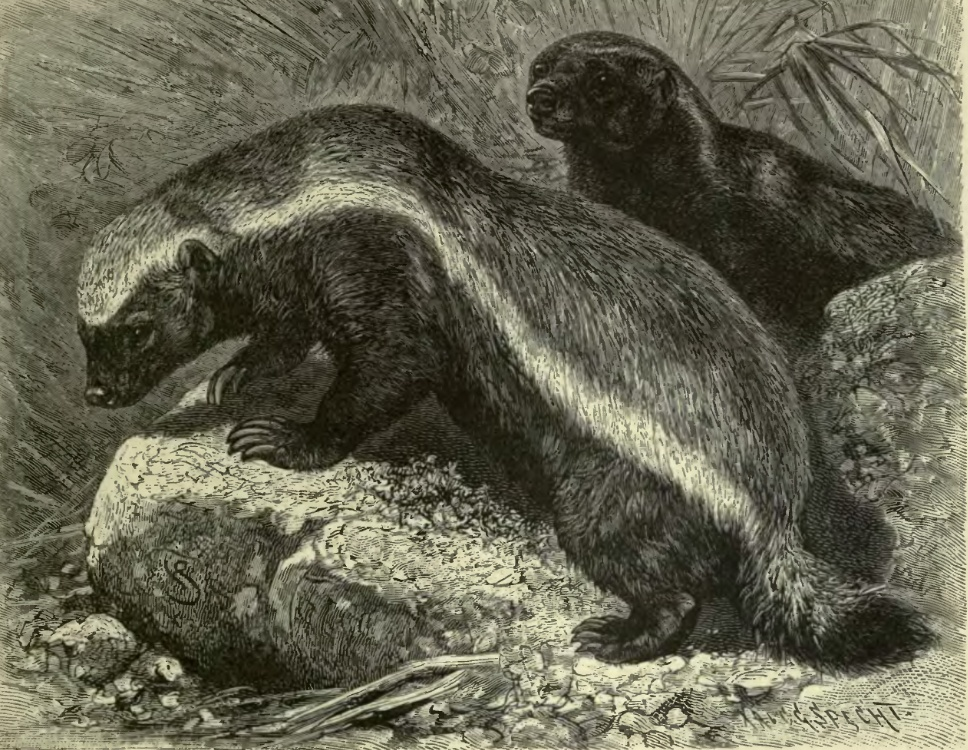

Медоїди активні переважно у сутінках або вночі, проте в незайманих людиною регіонах або при прохолодній погоді їх можна побачити й удень. Для сну вони використовують самостійно вириті ями завглибшки від одного до трьох метрів з невеликою коморкою, яку вони вистилають м'яким матеріалом. На території свого ареалу медоїди влаштовують декілька таких нір, а що вони роблять далекі походи за добу, то майже ніколи не ночують в одному і тому ж місці дві ночі поспіль. У пошуках їжі вони пересуваються по землі, але іноді залізають і на дерева, особливо коли хочуть дістатися до меду, що й дало їм їхню назву.
Як і більшість інших видів з родини куницевих, медоїди живуть поодинці, і лише зрідка їх можна спостерігати в невеликих групках — як правило, молодих сімействах або холостяцьких зграях. У них відносно великі ареали, що охоплюють декілька квадратних кілометрів. Про свою присутність вони сповіщають родичів за допомогою секрету, що виділяється спеціальними анальними залозами.
Медоїди вважаються вельми безстрашними чи навіть агресивними тваринами, у яких майже немає природних ворогів. Їхню дуже товсту шкіру, за винятком тонкого шару на животі, не можуть прокусити навіть зуби великих хижих котових і отруйних змій чи проколоти голки їжатців. Сильні передні лапи з довгими кігтями й зуби медоїдов є ефективною захисною зброєю. До того ж вони вміють, подібно до скунсів, випускати смердючий запах, якщо на них нападають. Самі вони, якщо відчувають загрозу, нападають на тварин значно більших за них, зокрема на корів і буйволів.
Медоїди є хижими тваринами. Їх здобиччю стають різні гризуни, а також молоді особини більших видів, таких як лисиці або антилопи. Окрім них, жертвами медоїда можуть бути птахи і їхні яйця, плазуни, зокрема дрібні крокодили й отруйні змії, а також земноводні, падло, личинки комах, скорпіони та інші безхребетні. Рослинну їжу, а саме ягоди, фрукти, коріння та бульби, медоїди вживають в порівнянні з іншими видами куницевих відносно мало.

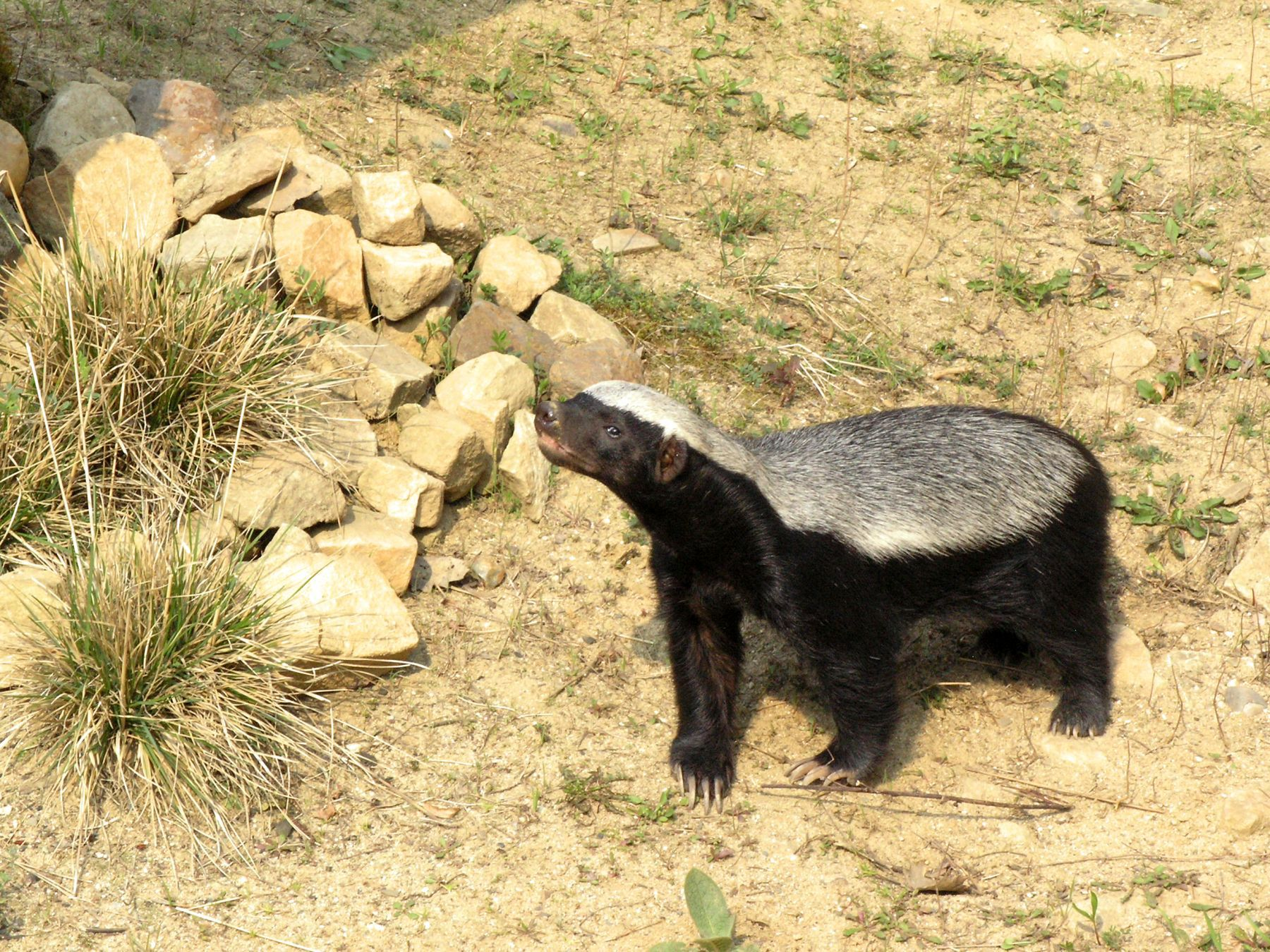
Медоїд у Празькому зоопарку

Примітна їх любов до меду, що дала медоїдам їхню назву. Дуже поширено твердження, ніби медоїд живе в симбіозі з маленьким африканським видом дятла під назвою воскоїд великий (Indicator indicator). Воскоїдові нібито заманюють медоїда спеціальними криками до бджолиних гнізд, які медоїд розриває своїми кігтями, вилизуючи мед, а воскоїди поїдають личинки бджіл. Наскільки це правда, є предметом суперечок, наукових доказів цьому поки немає.
Про термін вагітності медоїдів існують різні дані, що ймовірно обумовлене характерним для куницевих коливанням темпу розвитку заплідненої яйцеклітини. Між спаровуванням і народженням минає п'ять або шість місяців, але сама вагітність ймовірно коротша. У приплоді медоїдів буває від двох до чотирьох новонароджених, що проводять свої перші тижні у висланому сухими рослинами кублі. Молодняк залишається при матері досить довго, нерідко більш ніж рік. 
Тривалість життя медоїдів в дикій природі залишається невідомою. У неволі ж медоїди живуть з зареєстрованою тривалістю життя близько 24 років.

## Медоїд і людина
Попри велике географічне поширення, медоїди трапляються не часто, оскільки кожна тварина обживає значні власні угіддя. Люди сприймають їх швидше як шкідників, оскільки у пошуках меду вони знищують бджолині гнізда, а також іноді проникають в курники, щоб вкрасти свійську птицю. Боротьба з медоїдами за допомогою отруєних приманок і капканів призвела до того, що їх популяція в деяких регіонах, зокрема в Південній Африці, значно скоротилася. Проте загалом медоїд сьогодні не належить до тварин, що перебувають під загрозою зникнення.

## Медоїд в культурі
- У фільмі «Мабуть, боги з'їхали з глузду II» медоїд налякав героїв, прокусив колесо їхнього літака і врешті був врятований від спеки.